# プチセブン
プチセブン（Petit Seven）とは、小学館から隔週で刊行されていた10代少女向けファッション雑誌、情報誌である。 創刊号は1978年1月20日号で、前年12月で廃刊となった『女学生の友』の後継誌として登場した。 2002年3月休刊。

## 概要
1990年代前期から中期にかけて、10代少女向けファッション誌の中では圧倒的な発行部数を誇った。誌面に登場するモデルは「プチモ」と呼ばれ、彼女たちの中にはプチセブン卒業後も、モデル、タレント、女優として活躍する者が少なくない。
プチセブン休刊後、その継続誌として『Pretty Style』が創刊されたが、対象年齢層が上げられ、その誌面にプチセブンの面影は無い。

## プチセブンに登場した主なモデル
- SHIHO
- 神田うの
- 冨永愛
- 竹下玲奈
- 星野亜希（ほしのあき）
- 斉藤まりあ（元日本テレビアナウンサー）
- 小原光代
- まつゆう（松丸祐子）
- 田中美保
- 高垣麗子
- 愛可（米谷愛可）
- 渡部さおり
- 飯島真梨子
- 森川友紀子
- 小畑由香里
- 鮎河ナオミ
- 蒲生麻由
- 砂央里
- 名取香り（シンガーソングライター）
- 長崎佑美
- 山口いづみ
- 佐藤えつこ
- 山本佳代子
- 城戸崎恵美
- 小林恵
- 石田香奈
- 木村奈々世
- 加藤珠美
- 円本奈津子
- 小針知子
- 榎本有希子
- 桜井智子
- 森絵里香
- 阿部まりな
- AKI[注 1]
- 西秋愛葉
- 市川美和子
- 里海
- 鈴木亜紀[2]
- 鈴木あすか
- 竹井美咲
- 上原ゆみ
- 広見樹理
- 吉田みねこ
- 小脇美里 - 2013年現在は「CanCam」のファッションエディターとして小学館に勤務している。
- 川原莉依
- 伊東枝里子
- 田中柴保
- 日向真帆
- 柳川絵美
- 石田香奈
- 広見樹理
- 松岡真瑚
- 松岡里香
- 中澤真琴
- 黒崎昌代
- 志甫真弓子
- 日向真帆
- 鳥居みゆき - 2013年現在はお笑いタレントとして活動中。